# 로널드 드워킨
로널드 드워킨(영어: Ronald Myles Dworkin1931년 12월 11일 ~ 2013년 2월 13일)은 미국의 법학자, 정치철학자다. 드워킨이 타계하자 캐스 선스타인(Cass R. Sunstein)은 그가 “우리 시대의 가장 중요한 법철학자”라고 추모했다. 2000년부터 2007년까지 미국에서 출간된 법철학 논문 가운데 드워킨은 3,070회로 가장 많이 인용되었다. 이 횟수는 각각 2위와 3위인 마사 너스바움(Martha Nussbaum) 1,130회와 제러미 월드론(Jeremy Waldron) 1,120회를 합친 것보다 많다. 또한, 20세기 모든 전공 분야를 통틀어 미국 법학자 중에서는 리처드 포스너(Richard Posner) 다음으로 가장 많이 인용되었다. 드워킨은 법철학과 정치철학 분야에서 뛰어난 업적을 남겼고, 이러한 공헌을 인정받아 2007년 홀베르그상(Holberg International Memorial Prize)을 수여받았다.

## 생애
드워킨은 1931년 매사추세츠주 우스터에서 태어났으며, 2013년 런던에서 백혈병으로 사망했다. 그는 1953년 하버드 대학교에서 철학을 전공하고, 재학 중 로즈 장학생으로 선발되어 졸업 후 옥스퍼드 대학교로 유학을 떠나 1955년 또 다른 학사 학위를 취득했다. 이후 미국으로 돌아와 1957년 하버드 대학교 로스쿨을 졸업했다. 로스쿨을 졸업한 뒤에는 미연방항소법원 판사 핸드(Billings Learned Hand) 아래에서 재판연구원(law clerk)으로 일했는데, 당시 러니드 판사는 그를 “모든 재판연구원을 꺾는 재판연구원”이라고 불렀다. 임기가 끝날 무렵 펠릭스 프랭크퍼터(Felix Frankfurter) 연방대법관으로부터 연방대법원 재판연구원직을 제안받았지만, 이를 거절하고 뉴욕의 유명 로펌 설리번 & 크롬웰에 취직하여 1958년부터 1962년까지 변호사로 일했다. 드워킨은 예일 대학교 교수를 거쳐 1968년 자신의 스승인 허버트 하트(H. L. A. Hart)의 후임으로 옥스퍼드 대학의 교수가 되었고, 향후 뉴욕 대학교 로스쿨 교수를 겸하여 미국과 영국을 오가며 강의했다.

## 저술

### 도서
- Taking Rights Seriously. Cambridge, Massachusetts: Harvard University Press, 1977.
- A Matter of Principle. Cambridge, Massachusetts: Harvard University Press, 1985.
- Law's Empire. Cambridge, Massachusetts: Harvard University Press, 1986.
- Life's Dominion: An Argument About Abortion, Euthanasia, and Individual Freedom. New York: Alfred A. Knopf, 1993.
- Freedom's Law: The Moral Reading of the American Constitution. Cambridge, Massachusetts: Harvard University Press, 1996.
- Sovereign Virtue: The Theory and Practice of Equality. Cambridge, Massachusetts: Harvard University Press, 2000.
- Justice in Robes. Cambridge, Massachusetts: Harvard University Press, 2006.
- Is Democracy Possible Here? Principles for a New Political Debate. Princeton, New Jersey: Princeton University Press, 2006.
- Justice for Hedgehogs. Cambridge, Massachusetts: Harvard University Press, 2011.
- Religion Without God. Cambridge, Massachusetts: Harvard University Press, 2013.

### 국내 번역서
- 《법과 권리》(염수균, 2010, 한길사); Taking Rights Seriously, 1997. ISBN 978-89-356-6402-3
- 《법의 제국》(장영민, 2004, 아카넷); Law's Empire, 1986. ISBN 89-5733-046-1
- 《생명의 지배영역》(박경신ㆍ김지미 옮김, 2014, 로도스); Life's Dominion, 1993. ISBN 979-11-85295-12-1
- 《자유의 법》(이민열 옮김, 2019, 미지북스); Freedom's Law, 1996. ISBN 979-11-90498-00-5
- 《자유주의적 평등》(염수균, 2005, 한길사); Sovereign Virtue, 2000. ISBN 89-356-5652-6
- 《법복 입은 정의》(이민열 옮김, 2019, 길); Justice in Robes, 2006. ISBN 978-89-6445-206-6
- 《민주주의는 가능한가?》(홍한별 옮김, 2012, 문학과 지성사); Is Democracy Possible Here?, 2006. ISBN 978-89-320-2305-2
- 《정의론》(박경신 옮김, 2015, 민음사); Justice for Hedgehogs, 2011. ISBN 978-89-374-3166-1
- 《신이 사라진 세상》(김성훈 옮김, 2014, 블루엘리펀트); Religion Without God, 2013. ISBN 978-89-7090-996-7

### 기타
- "The Coming Battles over Free Speech"(The New York Review JUNE 11, 1992 ISSUE), in Steven J Heyman(ed.), Hate Speech and the Constitution: V1. The Development of the Hate Speech Debate (Routledge, 1996)
- "Forward", in Ivan Hare and James Weinstein(eds.), Extreme Speech and Democracy (Oxford University Press, 2009)
- "Reply to Jeremy Waldron", in Michael Herz and Peter Molnar, The Content and Context of Hate Speech: Rethinking Regulation and Responses (Cambridge University Press, 2012)

## 같이 보기
- 사법적극주의